# Hartenberg

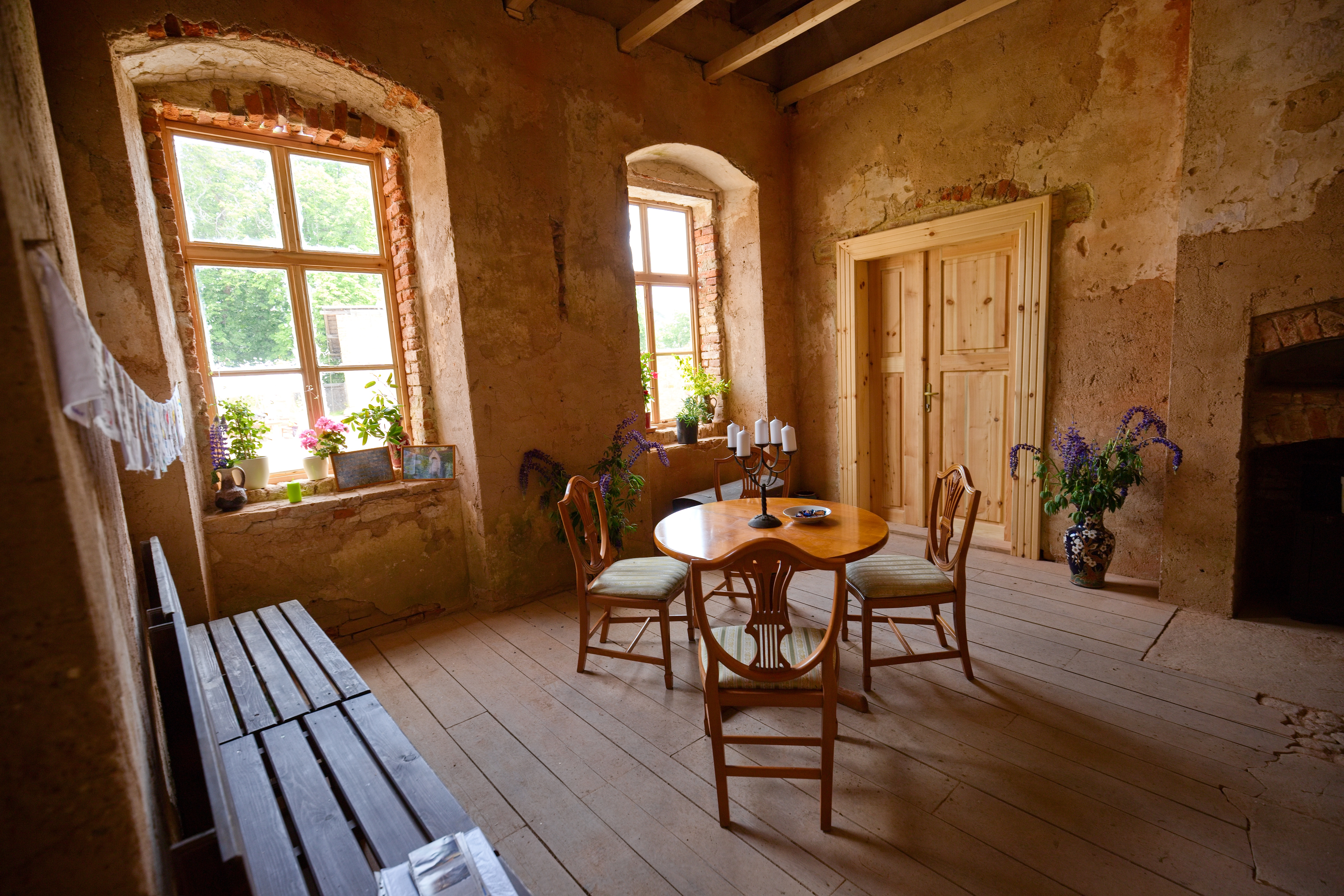
Pokoj na hradě Hartenberg

Hartenberg (někdy také Hartenberk, či Hřebeny) je zřícenina gotického hradu přestavěného na zámek nad vsí Hřebeny v okrese Sokolov. Zřícenina stojí na ostrohu na pravém břehu řeky Svatavy v nadmořské výšce 510 metrů. Od  3. 5. 1958 je chráněna jako kulturní památka ČR.

## Historie
Založení a počátky hradu zůstávají zatím nejasné. Předpokládá se však, že byl pohraničním hradem a postaven byl kolem roku 1200. Sedlecko bylo součástí českého přemyslovského státu, ale Chebsko a rovněž velkou část Sokolovska ovládali němečtí feudálové.
Archeologické výzkumy a nálezy z let 2007–2010 potvrzují stavbu s románskými slohovými prvky, ze kterých se usuzuje, že již na přelomu 12. a 13. století zde byla minimálně dvoupodlažní a dvouprostorová stavba. Již roku 1200 se bratři Jindřich a Albert psali s predikátem z Hartenbergu.
Další zdroje uvádějí, že hrad Hartenberg byl pravděpodobně postaven na počátku 13. století pány z Hartenberga. Jako první zmínka o něm je udáván rok 1214, ovšem první nesporná zmínka je až z roku 1345. Hartenberkové vlastnili hrad do roku 1362, kdy ho od nich získal Těma z Koldic, který ho v roce 1364 vyměnil s Karlem IV. za majetek v Budyšíně. Na počátku 15. století získali hrad opět Hartenbergové, ale záhy ho prodali Janu Maléříkovi. Jeho potomci hrad využívali jako centrum loupežných útoků, začeš byl roku 1459 hrad obléhán armádou města Chebu, dobyt a vypleněn. Roku 1426 údajně dobyl hrad husitský hejtman Jakoubek z Vřesovic, který ze své základny ve Žlutic podnikal výpravy na Chebsko a pokusil se dobýt i Loket.

### Šlikové
Za vlády Jiřího z Poděbrad byl hrad vyplacen a zastaven Šlikům. Roku 1471 Mates Šlik zpustlý hrad obnovil. Byla vysvěcena nová kaple v druhém patře Sv. Tří králů. Roku 1523 se Štěpán Šlik zasloužil o rozvoj těžby olověných rud, Štěpán padl po boku Ludvíka 1526 u Moháče. Roku 1547 Jeroným Šlik směňuje s Ferdinandem I. celé panství za panství Krasíkov. Hartenberg je připojen k loketskému kraji.

### Písnicové
Od roku 1597 vlastnil hrad Jindřich Domináček z Písnice (1555–1608). Písnicové jej drželi více než 150 let. Roku 1603 byl založen zámecký pivovar. Roku 1621 hrad dobyli Bavorové Fridricha Falckého. Roku 1640 došlo k vyplenění nádvoří Švédskou partají. Mezi lety 1640 až 1643 byl hrad obsazen a zničen císařskými mušketýry. Roku 1668 proběhl velký požár, následná obnova trvala do roku 1688. Roku 1791 umírá poslední z rodu Písniců Maria Josefa a panství dědí neteř Marie Anna provdaná za hraběte Leopolda Auersperga.

### Auerspergové
V druhé polovině 18. století získali dědictvím hrad Auerspergové. Od 17. do 19. století docházelo k jeho přestavbám v zámek. Hrad několikrát navštívil J. W. Goethe, přítel majitele zámku hraběte Josefa Auersperga (1795–1857), se kterým sdílel vášeň pro přírodní vědy, zejména mineralogii. V roce 1821 zde Goethe oslavil své 72. narozeniny. Oslava jeho narozenin byla zakončena ohňostrojem. Goethe navštívil Hartenberg i při své poslední, patnácté návštěvě Čech. Po smrti Josefa Auersperga v roce 1857 připadl Hartenberg jeho ženě Františce Antonii (1814–1901), za které proběhla v roce 1871 rozsáhlá úprava interiérů paláce.

### Kopalové
Po smrti Františky Antonie v roce 1901 zdědila Hartenberg její neteř Marie Kopalová (rozená Henneberg-Spiegel, sňatkem s Viktorem Kopalem se Hartenberg dostal do vlastnictví rodu Kopalů). Svatba se uskutečnila roku 1882 na Hartenbergu. Poslední šlechtickou majitelkou byla Františka Kopalová, která ho v roce 1913 zdědila po své matce Marii Kopalové. Františka byla po skončení druhé světové války v květnu roku 1945 odsunuta do Německa.

### Majetkové poměry po druhé světové válce
Po roce 1945 prostory zámku využívala po nějakou dobu armáda jako poddůstojnickou školu pohraničníků, později vlastnily zámek Státní lesy a využívaly ho jako sklady a sýpky. V roce 1983 se uvažovalo o jeho rekonstrukci. Ta by byla ale tak nákladná, že k ní nakonec nedošlo. V letech 1984–1991 byl Hartenberg několikrát úmyslně zapálen a proměnil se v trosky.
Stavbu nyní vlastní Bedřich Loos, který zpustošený zámek koupil roku 1997 a snaží se zříceninu obnovovat. Od roku 2000 se zde vystřídalo více než 1000 dobrovolníků ze 76 zemí světa v rámci tzv. workcampů ve spolupráci s organizací INEX s.d.a. Tento workshop je největší dobrovolnický program v Evropě. Nyní hrad obnovuje vzniklá stavební huť Hartenberg. V současnosti jsou obnovena 2 patra hlavního paláce včetně obnovené kaple sv. Tří Králů a gotické sklepy. V letní sezoně je možné hradní obnovu zhlédnout. V roce 2016 získala záchrana hradu ocenění NPÚ Patrimonium pro futuro.

## Architektura
Původně románský hrad prošel během střídání vlastníků řadou stavebních proměn. K zásadní gotické přestavbě došlo během 14. století. Přestavba však byla limitována velkým skalním blokem. Dominantou hradu byla mohutná věž obdélného půdorysu s nepravidelně oblým čelem, která plně využil skalní monolit. Vchod do věže byl proto zvolen ve výšce. Portál pochází z přelomu 14.  a 15. století. Rovněž podstatná část zdiva rozsáhlého paláce je gotického původu. Této mimořádně rozměrné dispozice nabyl palác již v předhusitském období. V nejnižším podlaží se dochovaly valené klenby a malý polokruhový portál. Z 15. století pochází i opevnění hradu. Palácové jádro je sjednoceno do jednoho mohutného objektu.
Důležitým architektonickým a uměleckým objektem hradu byla kaple sv. Tří králů v druhého podlaží paláce. Podle datace vznikla během rozsáhlé přestavby v období pozdní gotiky nejspíš roku 1471 (jiný pramen kapli připomíná už roku 1462). Tato část hradu byla původně opatřena křížovou žebrovou klenbou, později bylo obnoveno zaklenutí v podobě křížové klenby se šesti poli na dvou středových pilířích. Po gotických úpravách následovaly některé raně renesanční úpravy. Bylo upraveno opevnění a navazující křídla směrem do parkánu. Renesanční úpravy byly dokončeny přestavbou za Jindřicha z Písnice. Renesanční úpravy prodělala i kaple sv. Tří křížů, což dokladuje datace 1608 nad vstupním portálem.
Při rozsáhlém požáru roku 1668 byl Hartenberg natolik těžce poškozen, že byl označován jako zchátralý. Následovaly barokní úpravy, které byly dokončeny až roku 1688. Poslední zásadní úpravy zámku provedli Auerspergové v 19. století. V letech 1837 až 1839 byla stržena vstupní brána bývalého hradu a vnější hradební zeď s baštami a kulatou věží. Rovněž byl zasypán hradní příkop a postavena jednopatrová empírová budova správy panství. Kolem roku 1871 nechala Františka Auerspergová zrestaurovat zámeckou kapli a ze starého rytířského sálu vznikly obytné místnosti. Na stropě velké haly přibyly erby dřívějších majitelů zámku. Na přelomu osmdesátých a devadesátých let 20. století došlo ke zborcení kleneb kaple a zachovala se pouze část obvodového zdiva s pozůstatky kleneb a dvě gotická hrotitá okna. Při archeologickém průzkumu byly objeveny pozůstatky klenebních prvků vezděných do obvodového zdiva ze starší gotické fáze zaklenutí.

## Vybavení
Nejcennějším vybavením se chlubila kaple sv. Tří králů. Hlavní barokní oltář měl sloupovou architekturu, strany retabula byly doplněny o sochy světců. V nástavci byl umístěn rozměrný obraz s motivem sv. Tří králů. Nad tabenáklem s erbem Auerspergů trůnila socha Madony s Ježíškem, tzv. Černá Madona. Hrad a následně i zámek měl bohatě zdobený interiér freskami a obrazy. Dochovaly se však jen některé portréty majitelů a jejich rodinných příslušníků. Ty jsou nyní ve správě Národního památkového ústavu. Kolekce nesignovaných olejomaleb, převážně s mytologickými a exotickými motivy, byly roku 1973 převezeny do muzea v Chebu.
Zámek včetně vybavení byl roku 1945 zkonfiskován ve prospěch československého státu. Narychlo zpracovaný soupis inventáře byl velice chudý na bližší údaje. Zámecký archiv byl odvezen do zámku v Sokolově, odkud jej v roce 1950 převzal státní archiv. Hartenberské fondy jsou nyní zpracovávány ve Státním oblastním archivu v Plzni. Zámecká knihovna byla převezena na zámek Krásný Dvůr v okrese Louny. Část mobiliáře byla v padesátých letech 20. století převezena na zámek Kynžvart.

### Černá Madona
Na českém území se sochy černých Madon z období středověku téměř nevyskytují. Výjimkou je soška Panny Marie Svatohorské na Svaté Hoře v Příbrami z roku 1348. Madona z Hartenbergu je jedním ze symbolů hradu a jediná movitá věc, která se zachovala z kaple sv. Tří králů. Madona je 110 centimetrů vysoká dřevěná polychromovaná soška zahalená ve volně splývavém plášti. Na levé ruce Madony spočívá Ježíšek, který drží jablko a pravou ruku zvedá k matčině tváři. Plastika je opracována ze tří stran, vzadu je dřevo vydlabáno. Dosud však nebyla podrobena uměleckohistorickému průzkumu. Prvotní posouzení se opírají pouze o vizuální hodnocení. Ta kladou Madonu do let 1420 až 1430, takže by se mohlo jednat o gotickou sochu. Madona je registrována v tzv. farářských relacích, které mapují církevní správu a život pražské arcidiecéze. Roku 1676 bylo konstatováno, že Madona je umístěna v kapli hradu Hartenberg. Soška Madony byla při velkém požáru hradu roku 1668 zachráněna. Po roce 1946 se dostala na faru v Krajkové. Občas byla umístěna na kruchtě v kostele sv. Petra a sv. Pavla.
Na jeden den se však po dlouhých 67 letech vzácná soška na Hartenberg vrátila. Stala se svědkem mše u příležitosti svěcení základního kamene k obnově hradní kaple sv. Tří králů. Od té doby se mohou poutníci poklonit Černé Madoně při mších svatých, které se na zámku konají ke slavnosti Nanebevzetí Panny Marie. Mši svatou, která se na zámku konala 14. srpna 2016, celebroval emeritní biskup mons. František Radkovský.

## Galerie

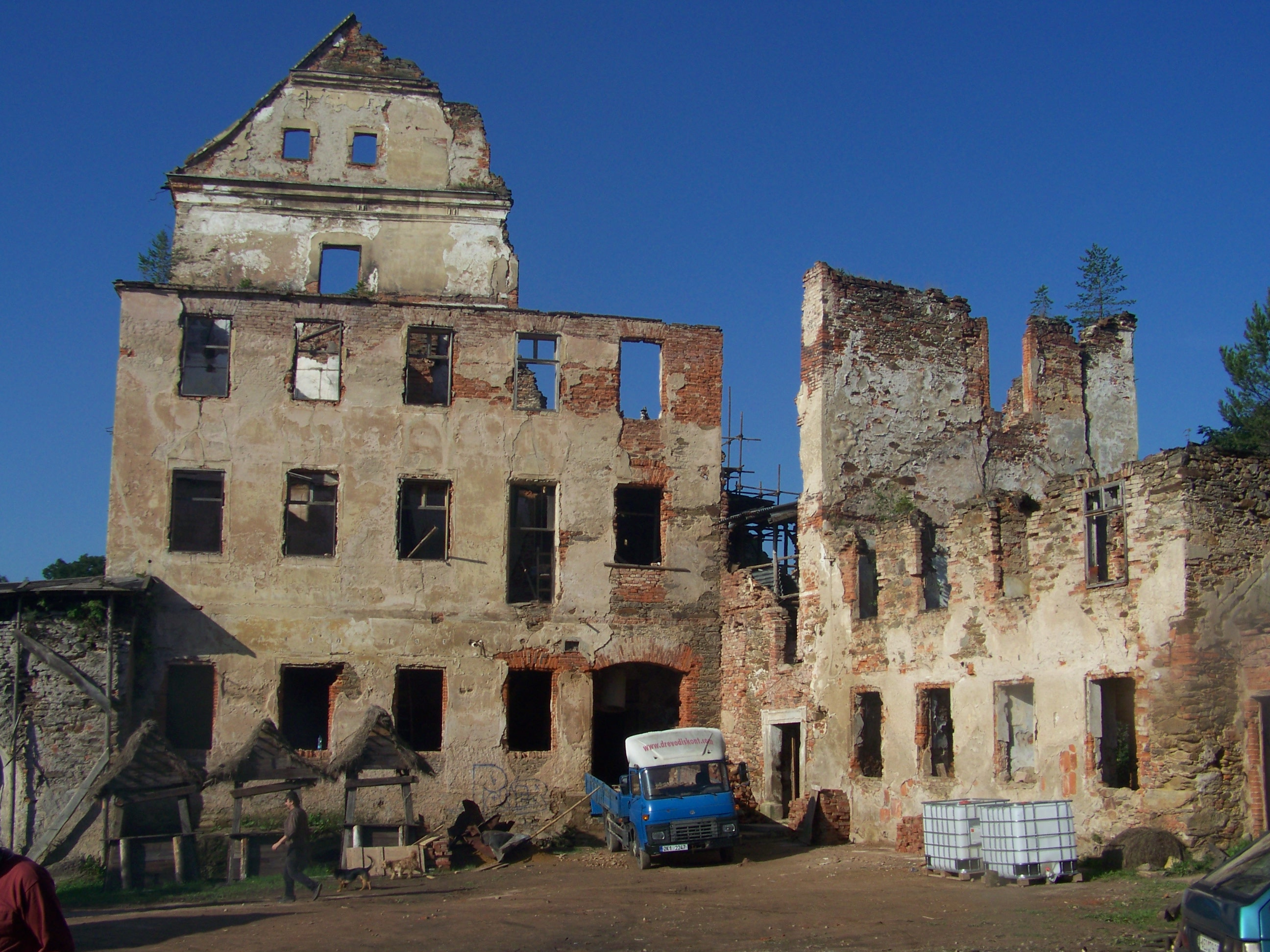
Zámecký palác (z nádvoří) v roce 2010
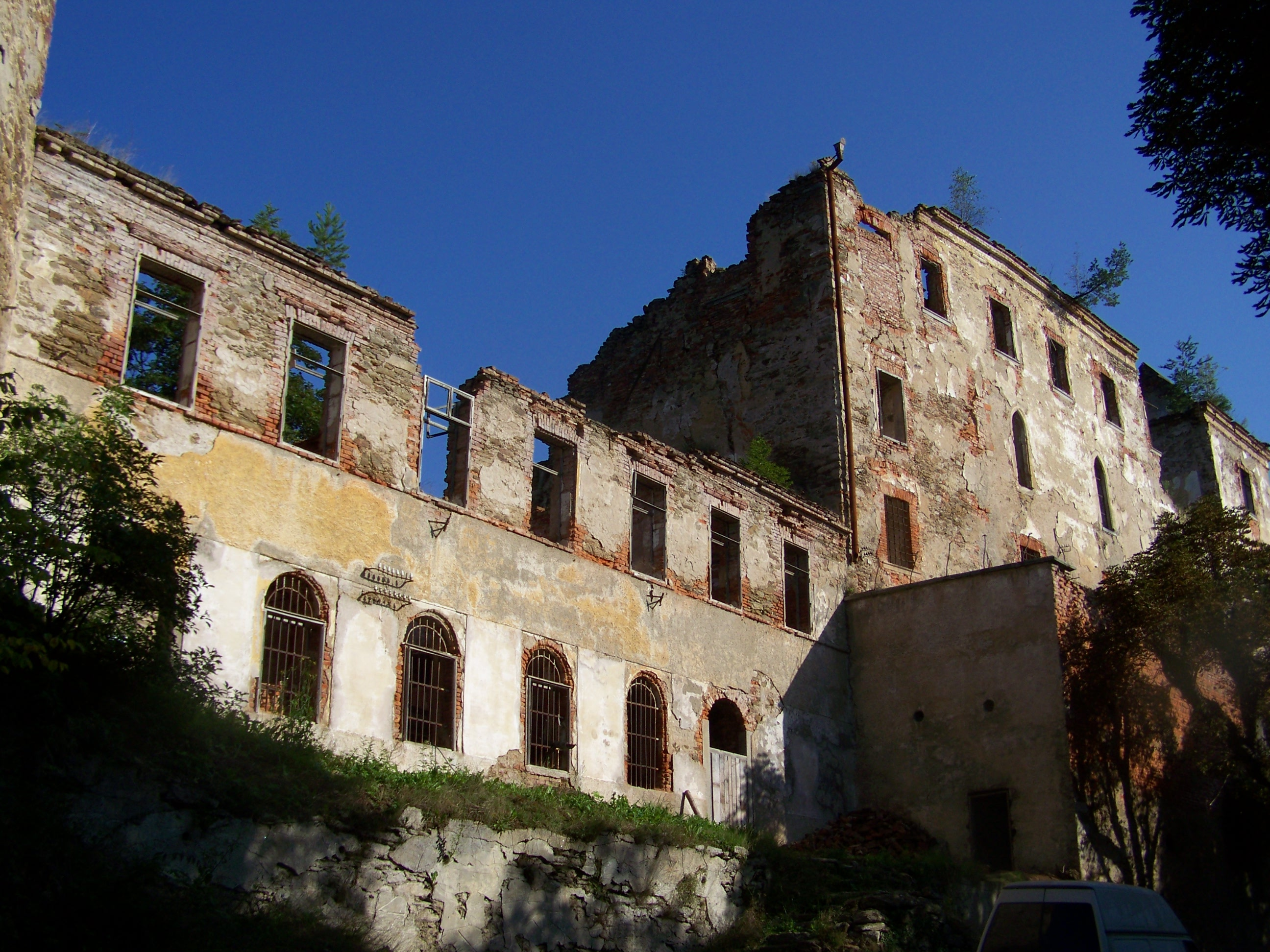
Zámecký palác (od příjezdové cesty) v roce 2010
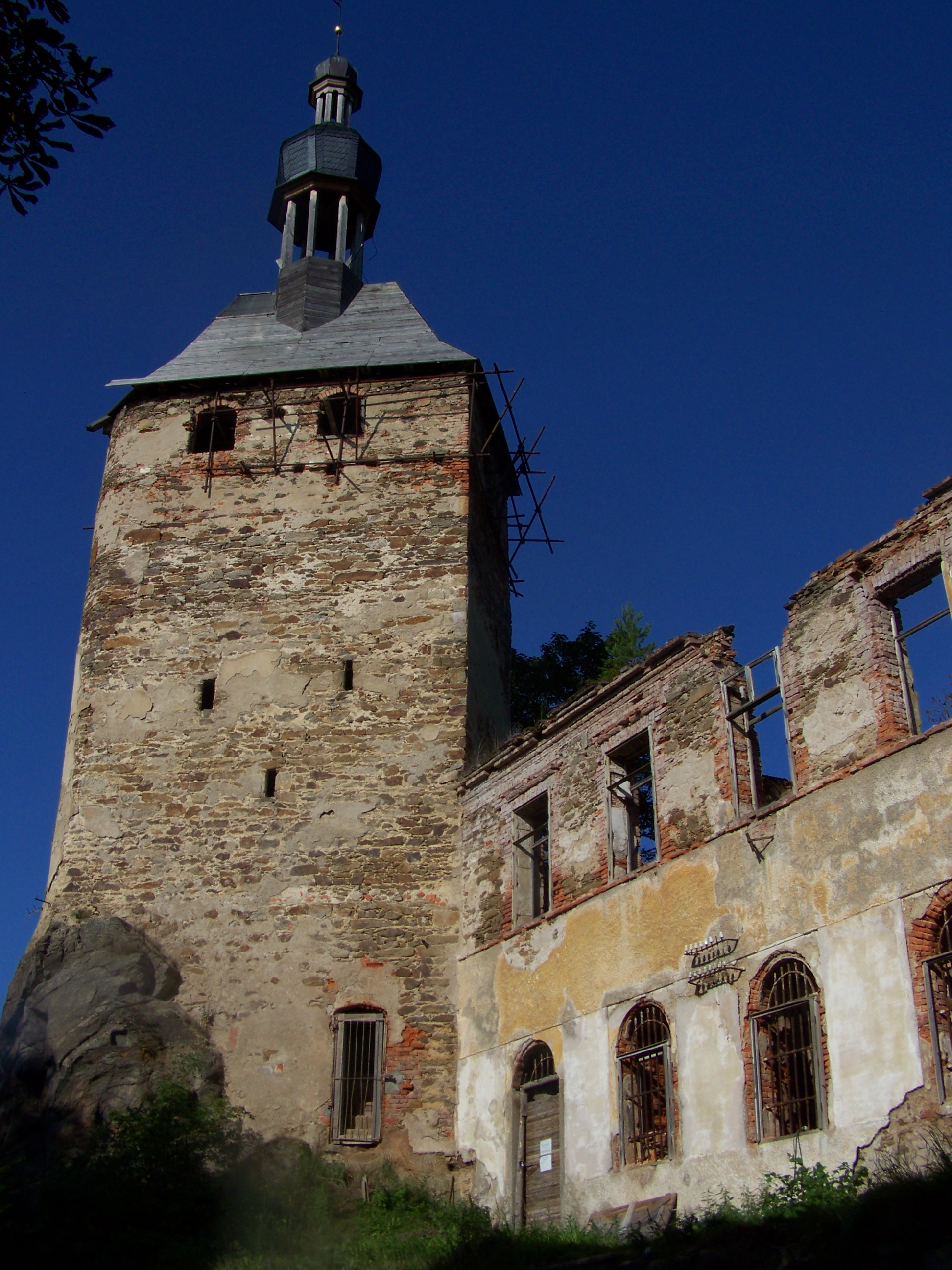
Zámecká věž v roce 2010
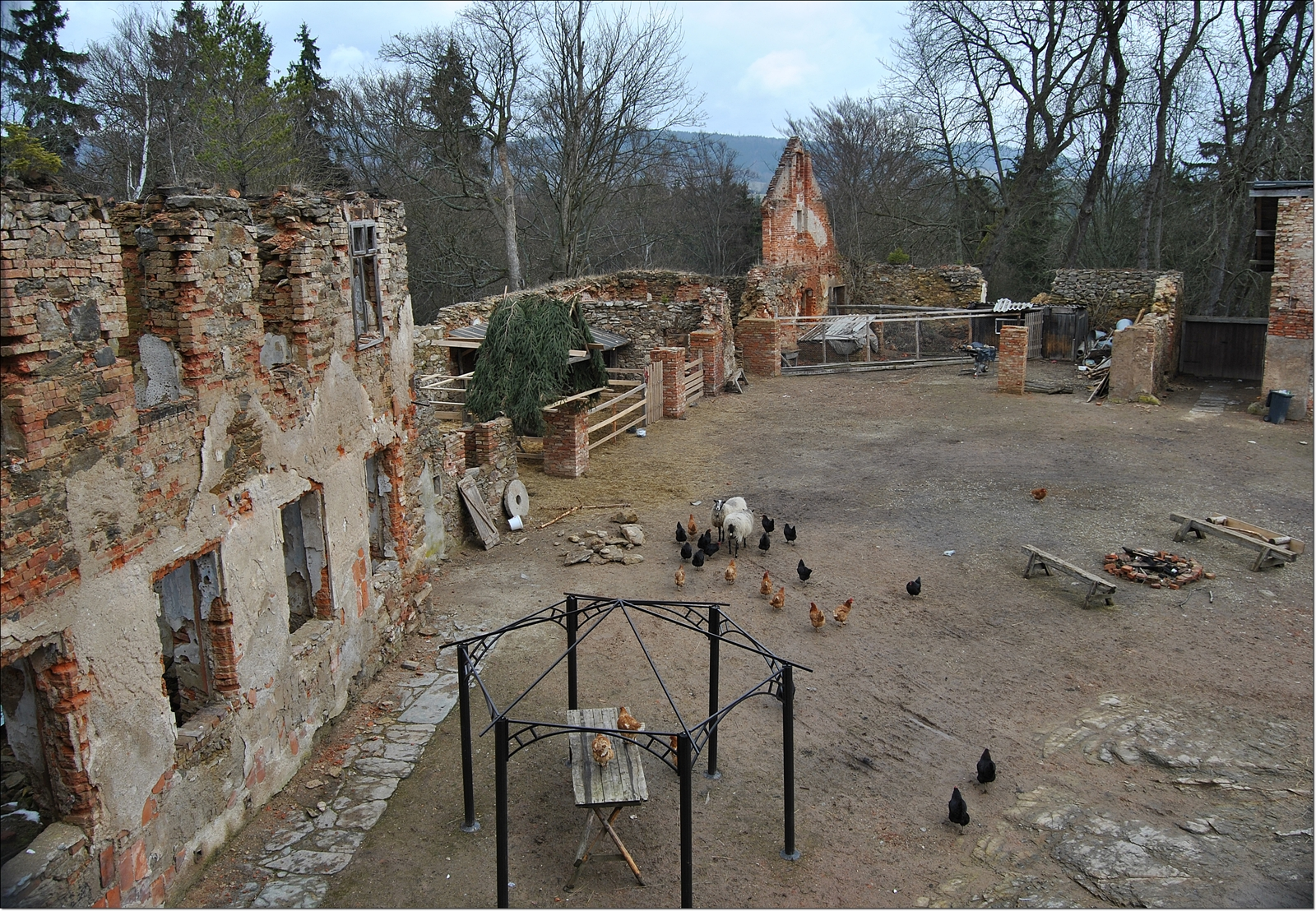
Nádvoří v roce 2013
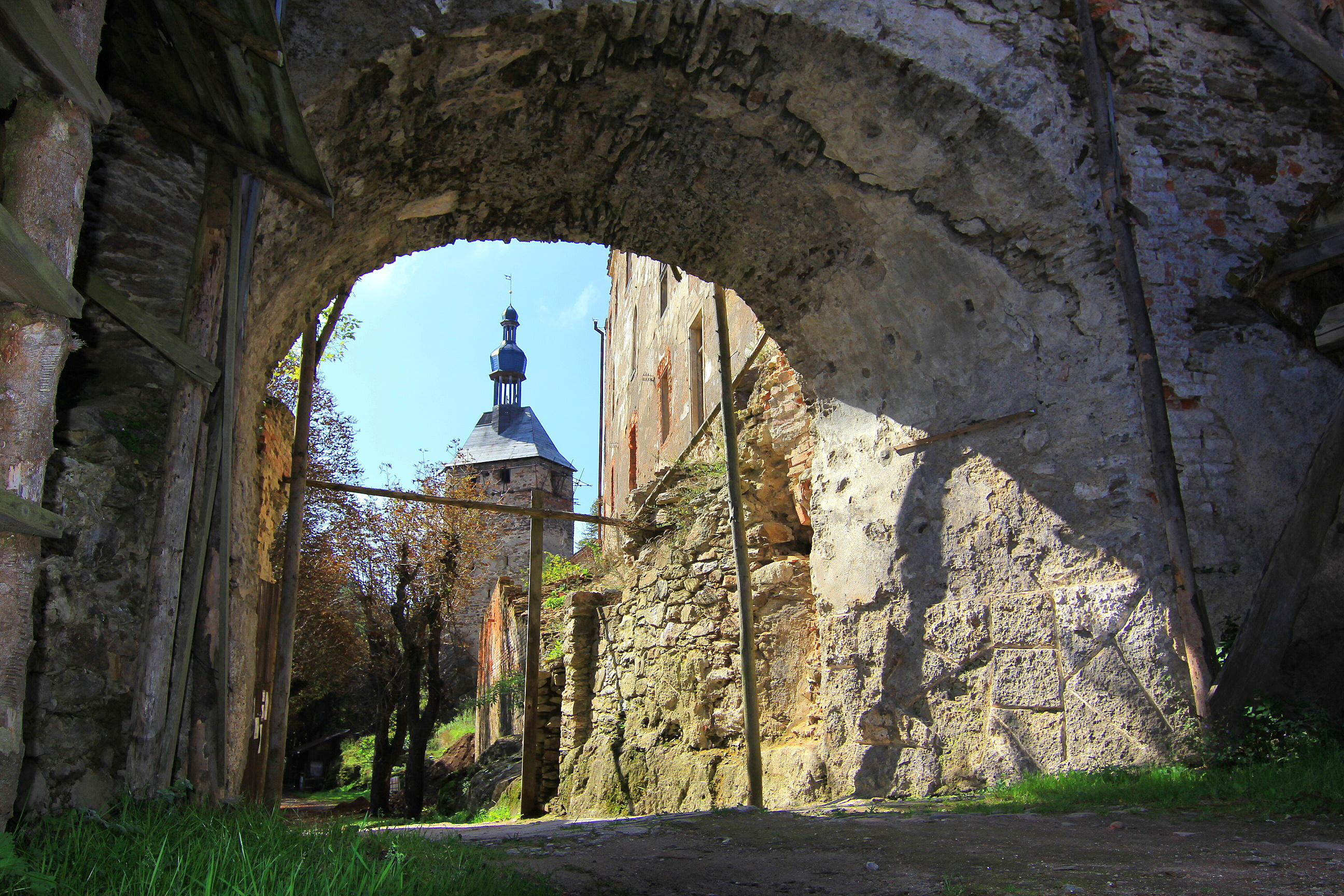
Průhled branou v roce 2014
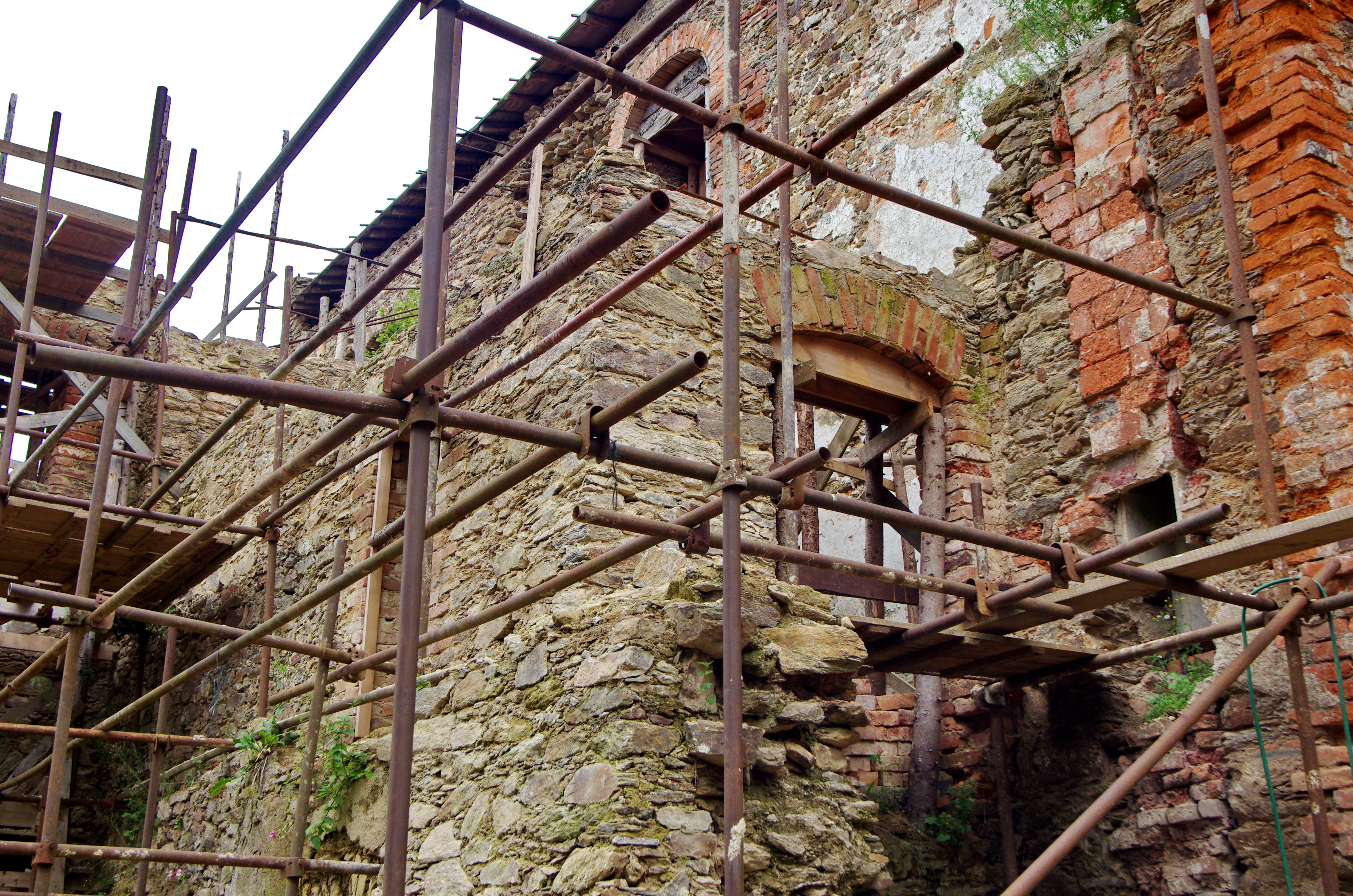
Obnova v roce 2016
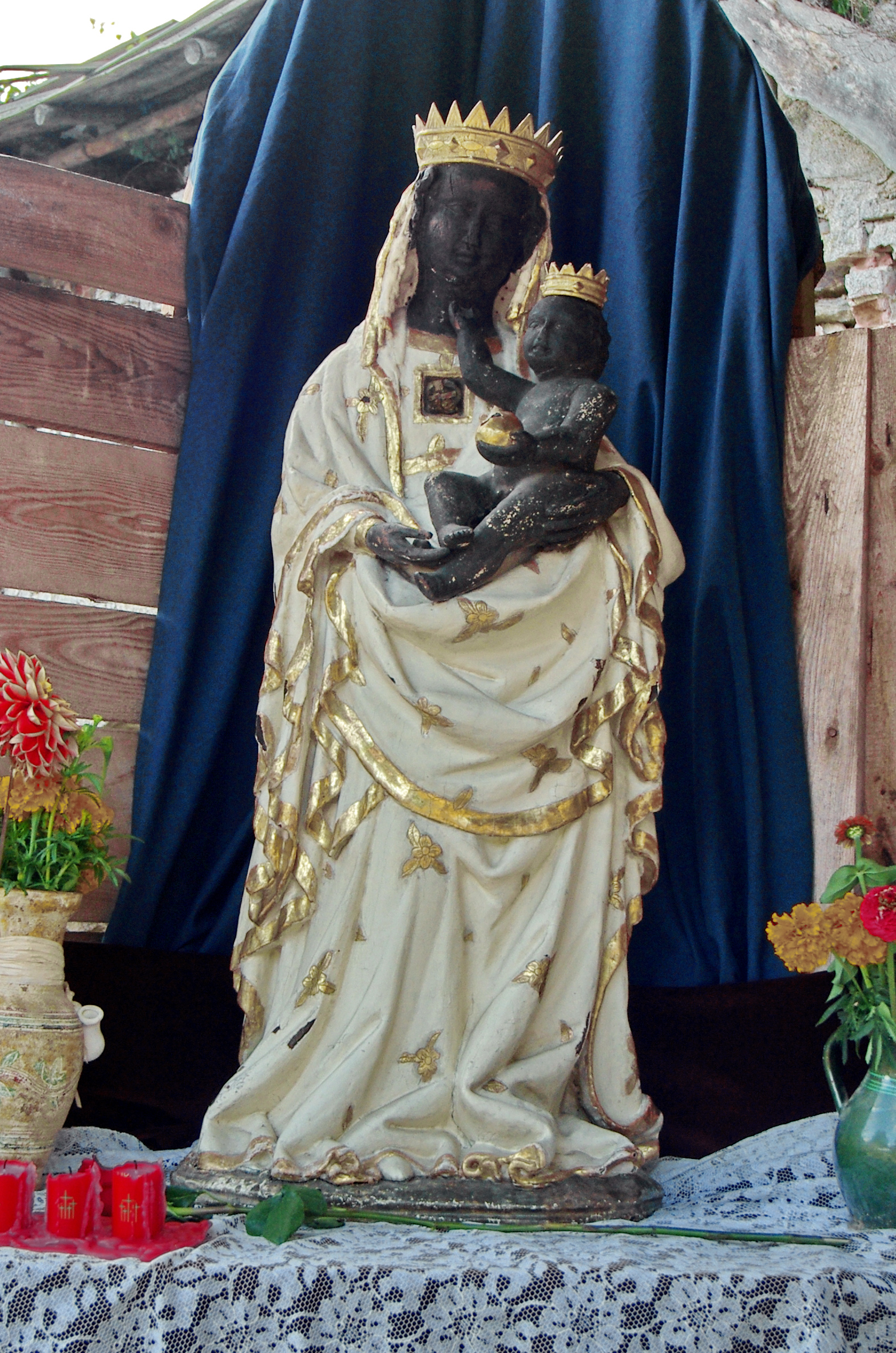
Černá Madona v roce 2016
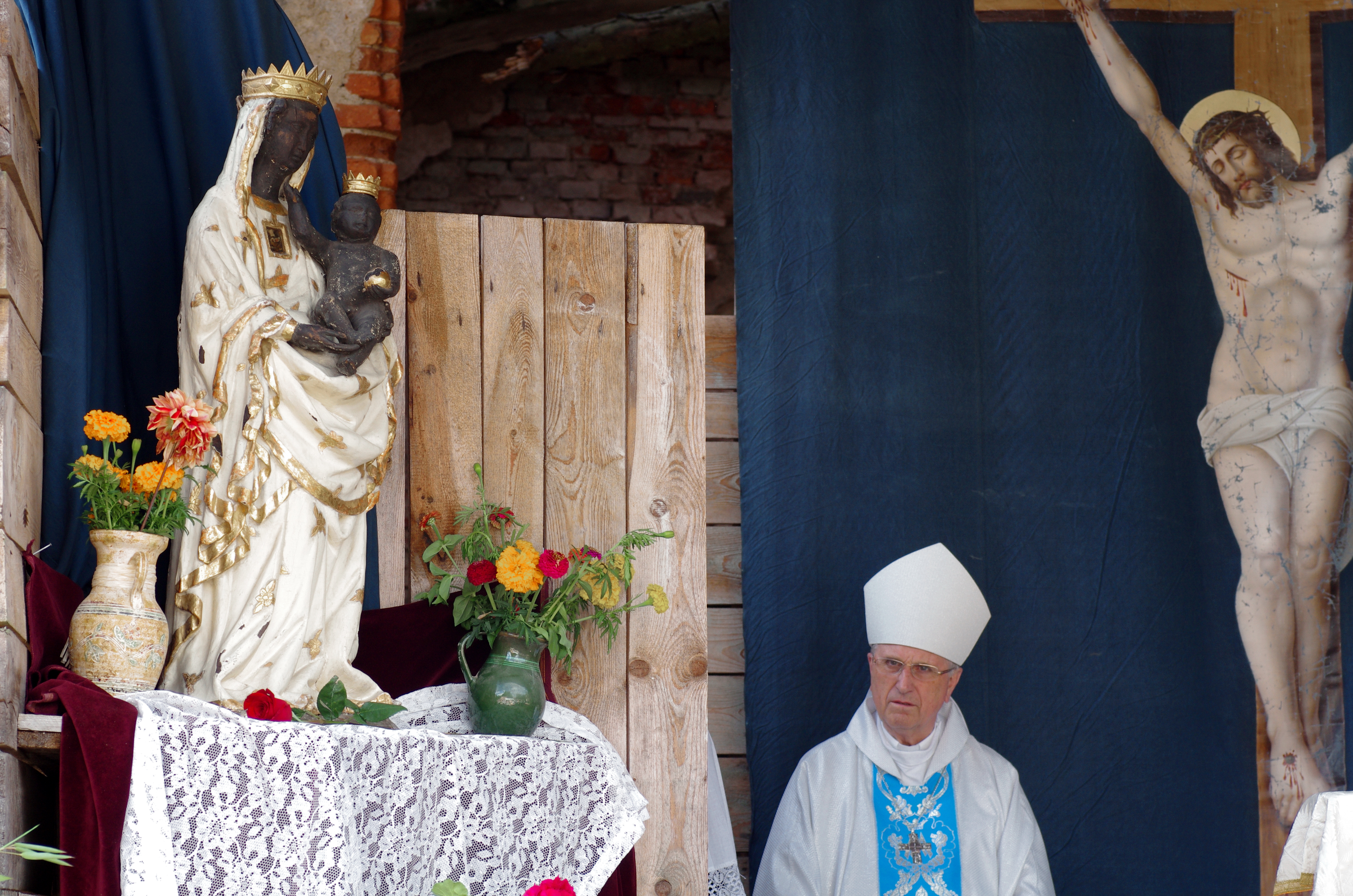
Černá Madona a mons. František Radkovský
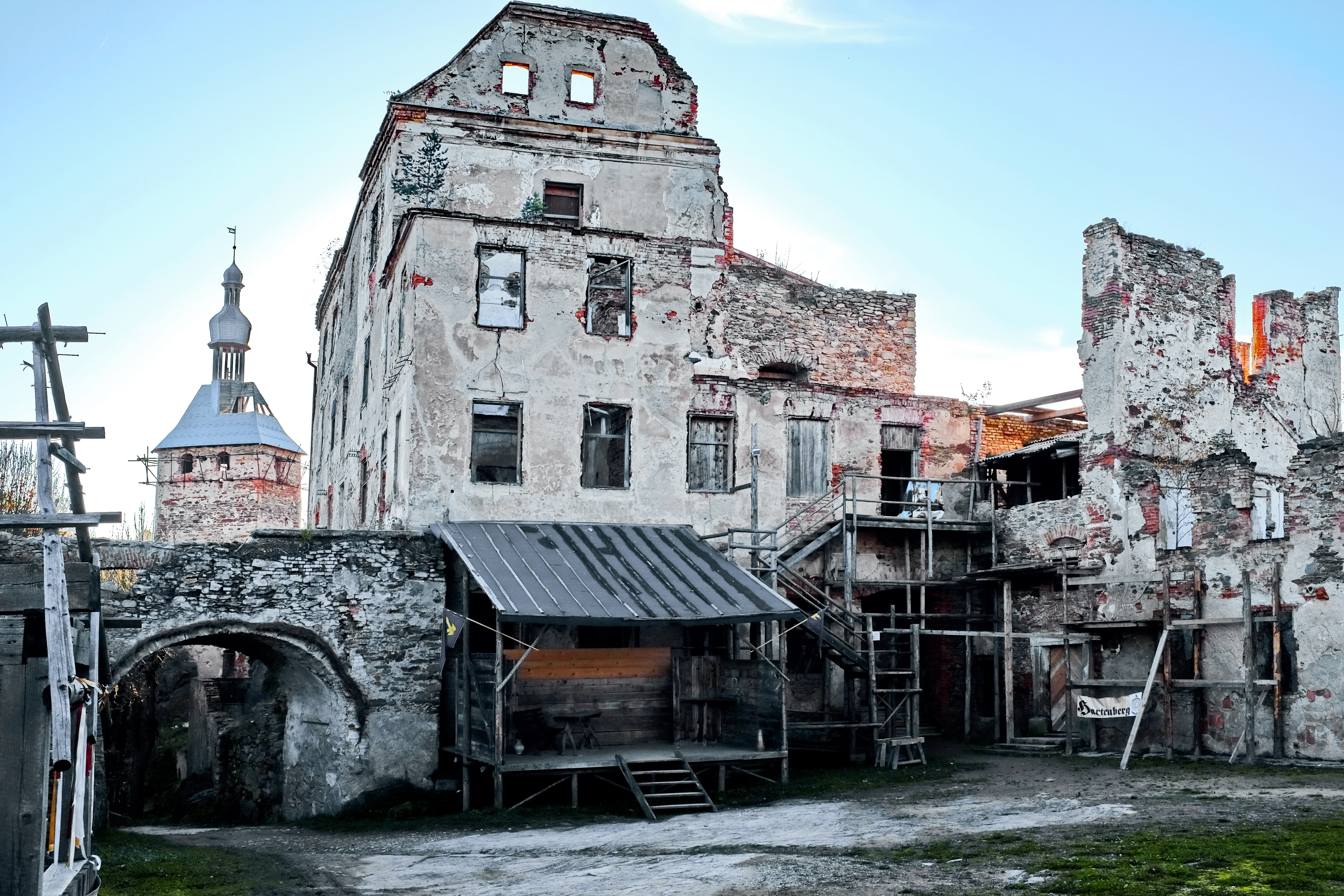
Zámecký palác v roce 2017
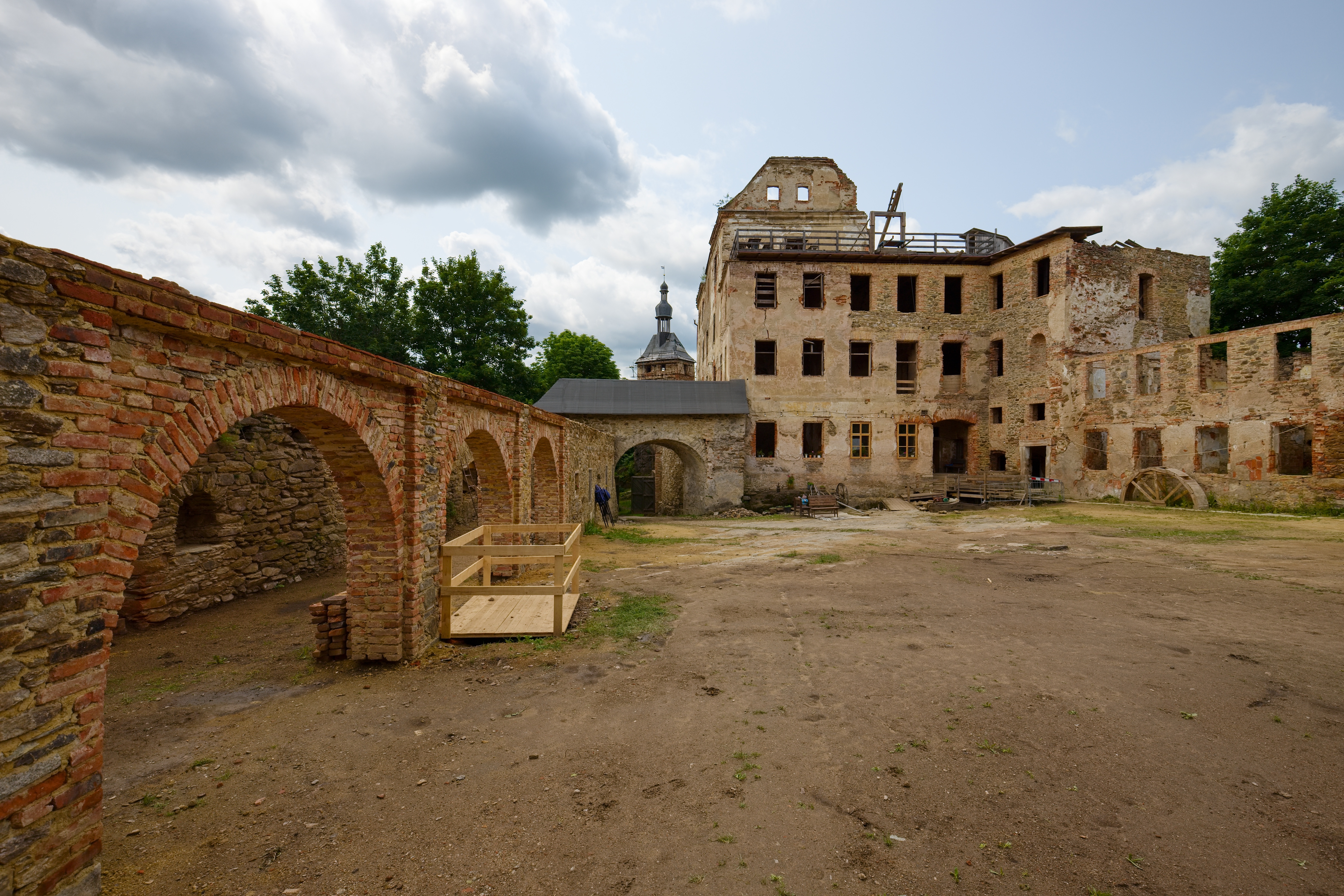
Pohled na nádvoří hradu, po levé straně obnovené klenby a zeď hospodářských budov